# Myrmecia auriventris
Espèce
Myrmecia auriventris est une espèce de fourmi originaire d'Australie. Les plus fortes populations de cette fourmi géante se trouvent dans l'État du Queensland, au nord-est du pays.
L'espèce est décrite pour la première fois en 1870.

## Nom vernaculaire et classement
Du fait de son agressivité, cet insecte social est aussi connu sous le nom vernaculaire de « fourmi bouledogue ».
La fourmi bouledogue appartient au genre Myrmecia, à la sous-famille Myrmeciinae.
La plupart des ancêtres des fourmis du genre Myrmecia n'ont été retrouvés que dans des fossiles, à l’exception de Nothomyrmecia macrops, seul parent vivant actuellement.

## Biologie
La taille des ouvrières de l'espèce Myrmecia auriventris varie de 18 à 20 mm de long ; les mâles ne dépassent pas 16 mm. Myrmecia auriventris a généralement une tête noire, un abdomen et un Prothorax noir, le reste du thorax étant de couleur rougeâtre. Ses pattes et ses antennes sont brunes et ses mandibules jaunes tirant vers le rouge. Son corps est couvert de poils épars, très fins et courts, de couleur jaune doré ; cette pubescence peut être très abondante au niveau de l'abdomen.

## Source de la traduction
- (en) Cet article est partiellement ou en totalité issu de l’article de Wikipédia en anglais intitulé « Myrmecia auriventris » (voir la liste des auteurs).